# Olympus E-30
La Olympus E-30 es una SLR digital de 12,3 megapíxeles fabricada por Olympus y basada en el sistema Cuatro Tercios que se sitúa entre la Olympus E-520 y la Olympus E-3 en términos de tamaño, peso, capacidades y precio. Es el equivalente aproximado a la Panasonic Lumix DMC-L10, y se vende en un kit con el objetivo Zuiko Digital ED 14–54mm f2.8–3.5 II.